# Pamplona Airport
Pamplona Airport är en flygplats i Spanien.   Den ligger i provinsen Provincia de Navarra och regionen Navarra, i den nordöstra delen av landet, 300 km nordost om huvudstaden Madrid. Pamplona Airport ligger 458 meter över havet.
Terrängen runt Pamplona Airport är kuperad åt sydost, men åt nordväst är den platt. Runt Pamplona Airport är det ganska tätbefolkat, med 78 invånare per kvadratkilometer. Närmaste större samhälle är Pamplona, 5,2 km norr om Pamplona Airport. Trakten runt Pamplona Airport består till största delen av jordbruksmark.